# Жуан Педро (футболист, 2002)
Жуан Педро де Моура Симбарски (порт. João Pedro de Moura Siembarski; 8 февраля 2002, Сан-Мигел-Арканжу, Сан-Паулу) — бразильский футболист, полузащитник клуба «ФКИ Левадия».

## Биография
Воспитанник клуба «Атлетико Паранаэнсе». В основной команде своего клуба дебютировал 1 сентября 2021 года в матче полуфинала чемпионата штата Парана против клуба «Каскавел», заменив во втором тайме Фернандо Канезина. В первом сезоне сыграл один матч в чемпионате штата, в 2022 году провёл 8 матчей. В чемпионате Бразилии за клуб не играл. В июле 2022 года был отдан в аренду в клуб чемпионата Кипра «Пафос», но не выходил на поле.
В июле 2023 года перешёл в эстонский клуб «ФКИ Левадия» на правах свободного агента, подписав контракт на полтора года. Дебютный матч в чемпионате Эстонии сыграл 9 июля 2023 года против «Нымме Калью», заменив на 70-й минуте Никиту Васильева. Первый гол забил 7 октября 2023 года в ворота таллинского «Калева». Вместе с «Левадией» стал вице-чемпионом Эстонии 2023 года и обладателем Кубка Эстонии 2023/24. В финале Кубка страны против «Пайде» (4:2) забил один из голов — третий, ставший победным. Принимал участие в играх еврокубков.